# Roscoe (Minnesota)
Roscoe – miasto w Stanach Zjednoczonych, w stanie Minnesota, w hrabstwie Stearns.